# Martinskirche (Ahornberg)

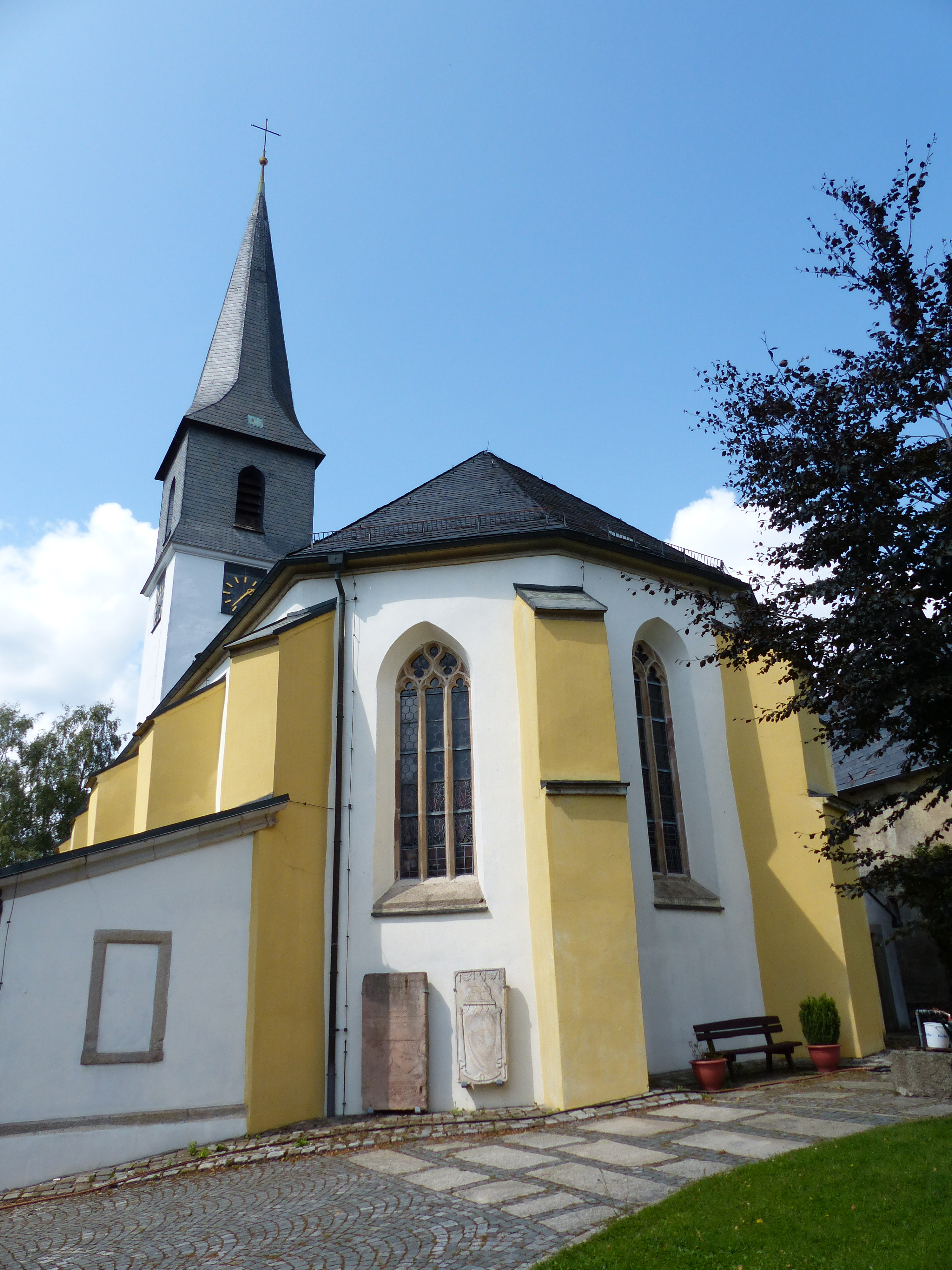
Außenansicht

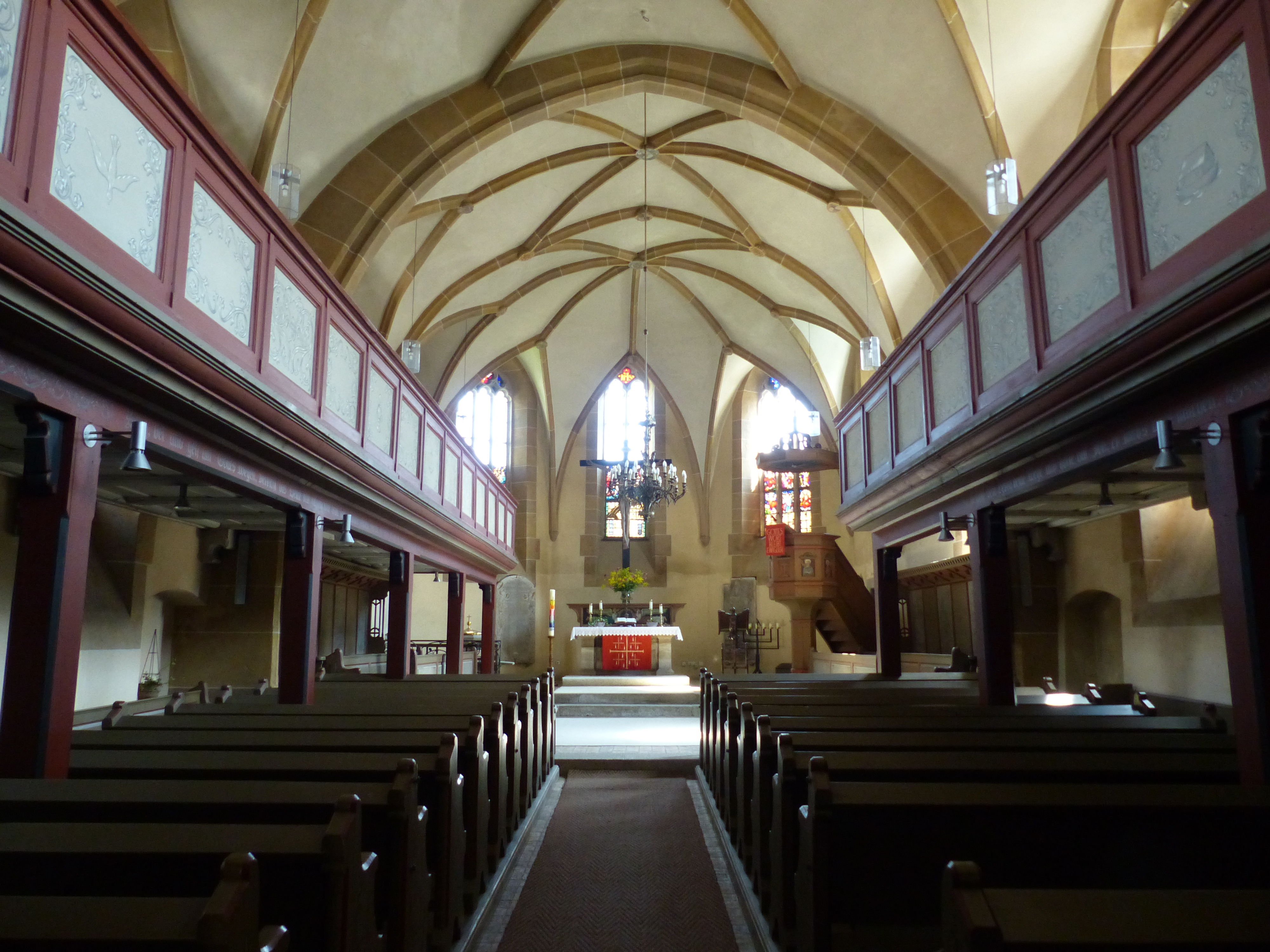
Blick in den Chorraum

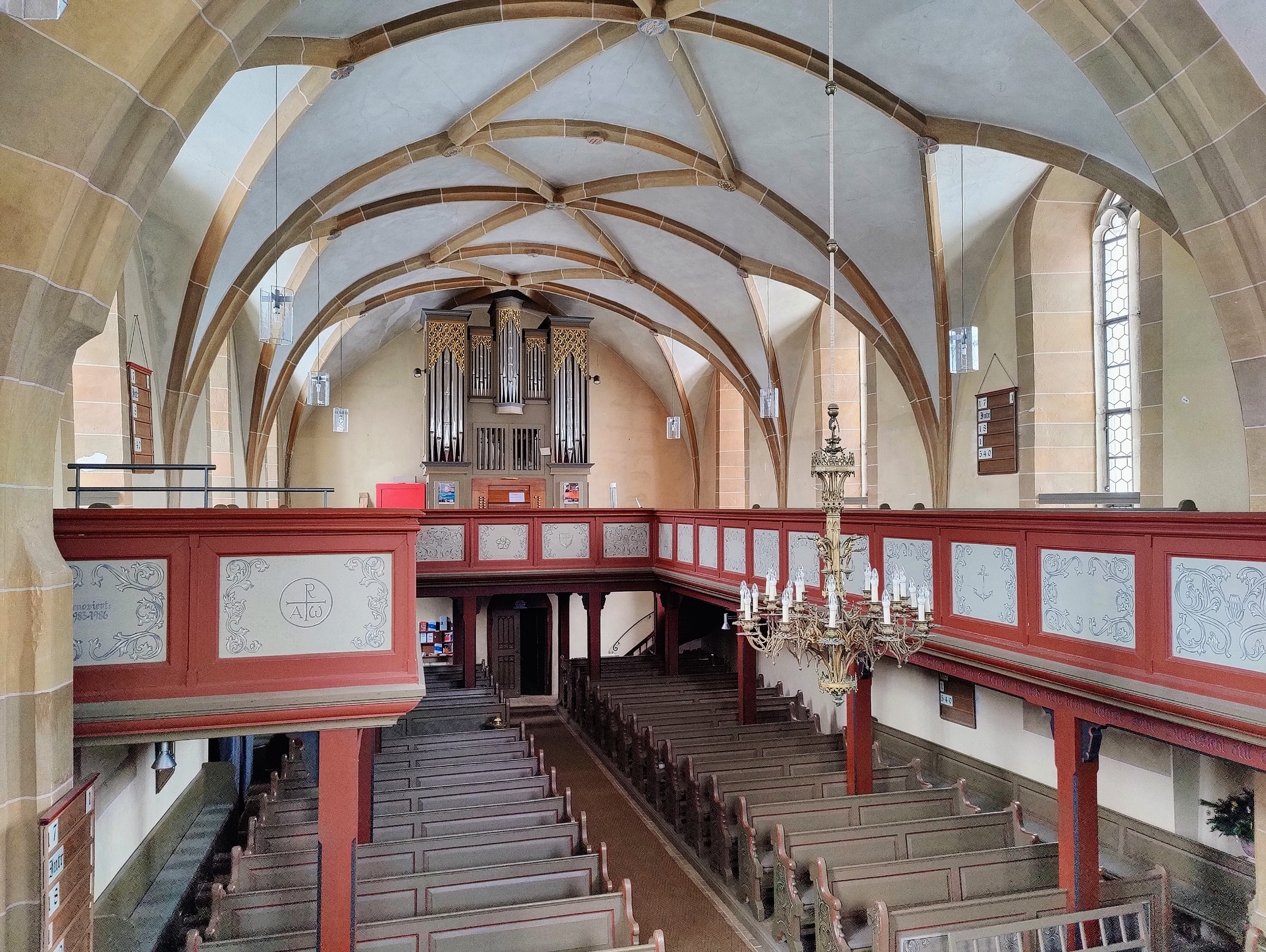
Blick zur Orgel (2022)

Die Martinskirche ist eine evangelisch-lutherische Kirche im oberfränkischen Ahornberg, einem Gemeindeteil von Konradsreuth.
Im 15. Jahrhundert wurde erstmals eine Kapelle erwähnt. Ältestes Inventar ist das Kruzifix des Altars aus der Zeit um 1520. Älteste Grabmäler und das Wissen um Vorgängerbauten des Pfarrhauses stammen vom Ende des 16. Jahrhunderts. Bemerkenswert sind acht Epitaphien von Pfarrern überwiegend aus dem 17. und 18. Jahrhundert. Die Sandsteinplatte des Pfarrers Johannes Meister († 1686) mit Putten und Eichenlaubdekor wird nach Karl Sitzmann dem Bildhauer Elias Räntz zugeschrieben. Die Orgel der Orgelbauerfamilie Heidenreich ist nicht mehr vorhanden. Das heutige Werk stammt von Gerhard Schmid aus dem Jahr 1986 und besitzt 23 Register auf drei Manualen (unterstes Manual als Koppelmanual) und Pedal. Turmbrände gab es in den Jahren 1874 und 1939. Renovierungsarbeiten erfolgten 1866, 1886, 1941 und 1986.